# Acróbata de Osuna
El acróbata de Osuna es una escultura que data de finales del siglo II a. C., la obra está expuesta en el Museo Arqueológico Nacional de España, en Madrid, junto a diversas esculturas del periodo ibérico, con el número de inventario 38427.

## Historia
Es un altorrelieve de la época ibera, concretamente esculpida por el pueblo turdetano, y que fue encontrada en la localidad de Osuna, Provincia de Sevilla, (Andalucía), en el yacimiento arqueológico de la antigua ciudad ibérica de Urso i forma parte de las esculturas de Osuna monumento B.

## Simbología y descripción
Formaba parte de un monumento íbero de la Edad del Hierro II. El altorrelieve, (78 de altura x 38 de ancho y 25 cm de profundidad), refleja a un hombre en actitud acrobática que se cree interpretaba algún papel en algún juego o rito funerario. Tiene las piernas flexionadas llegando con los pies a tocarse la cabeza, los brazos que le servían de apoyo, están casi completamente desaparecidos, se aprecia que llevaba como indumentaria -con gran influencia romana- una falda plisada y corta y en los pies un calzado que se ataba cerca del tobillo por medio de unas cintas.

## Características técnicas
- Material: Piedra caliza.
- Altura: 78 centímetros
- Anchura: 38 centímetros.
- Grosor: 25 centímetros.
- Formaba parte de un monumento funerario
- Estilo: ibero de la Edad del Hierro II.

Esculturas de Osuna monumento B:
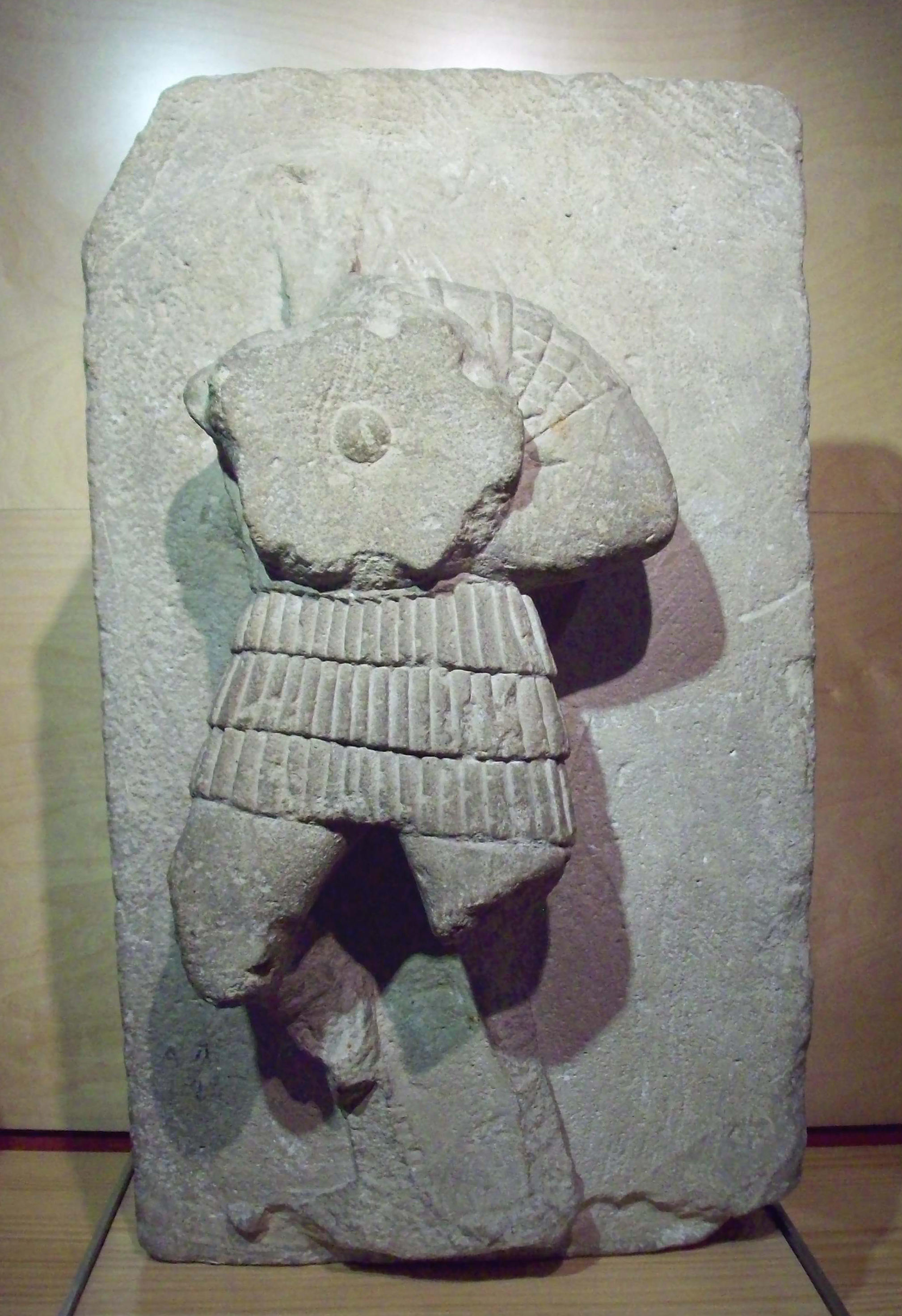
Guerrero de Osuna (conjunto B)
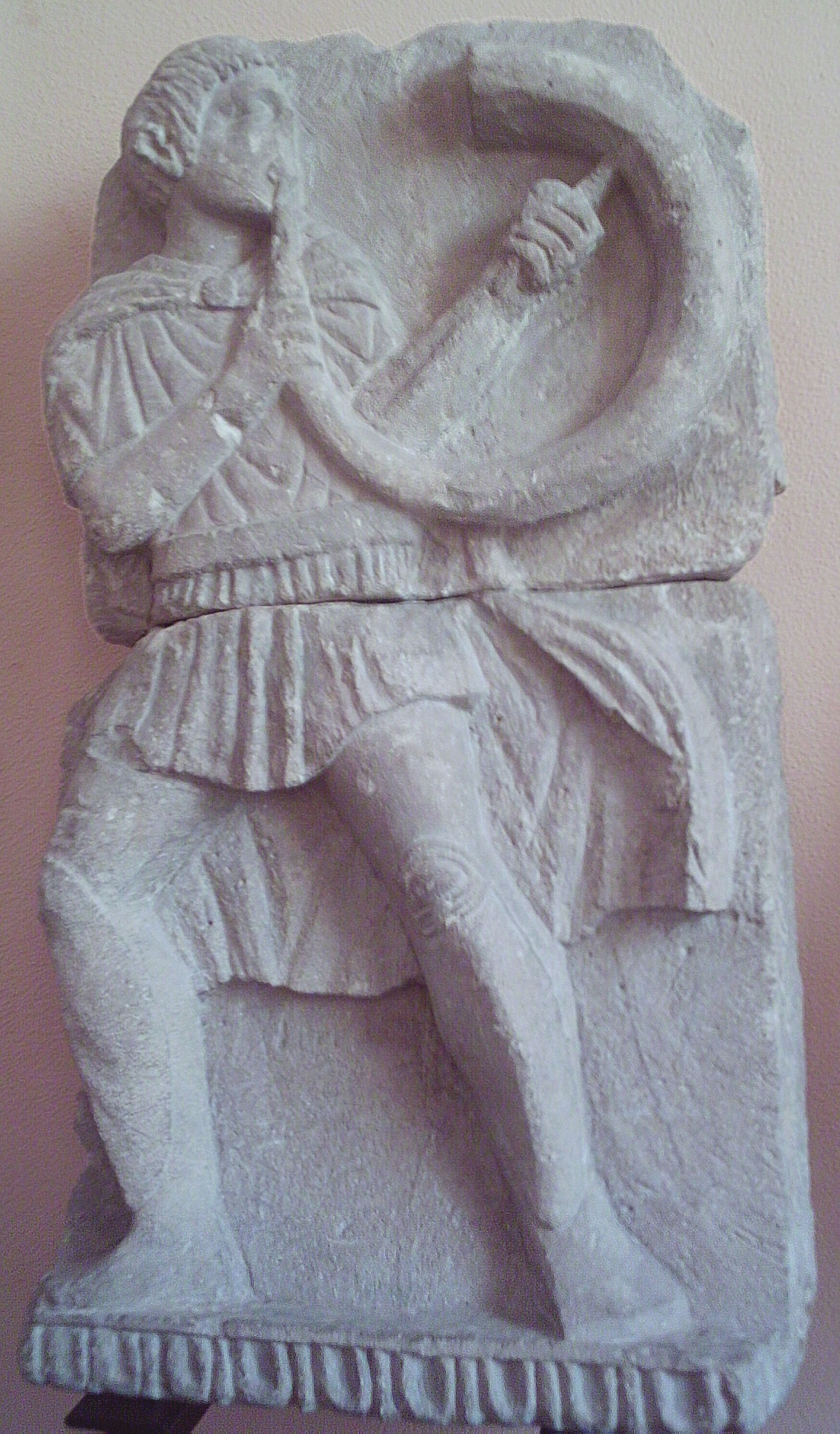
Guerrero tocando un instrumento de Osuna (conjunto B)
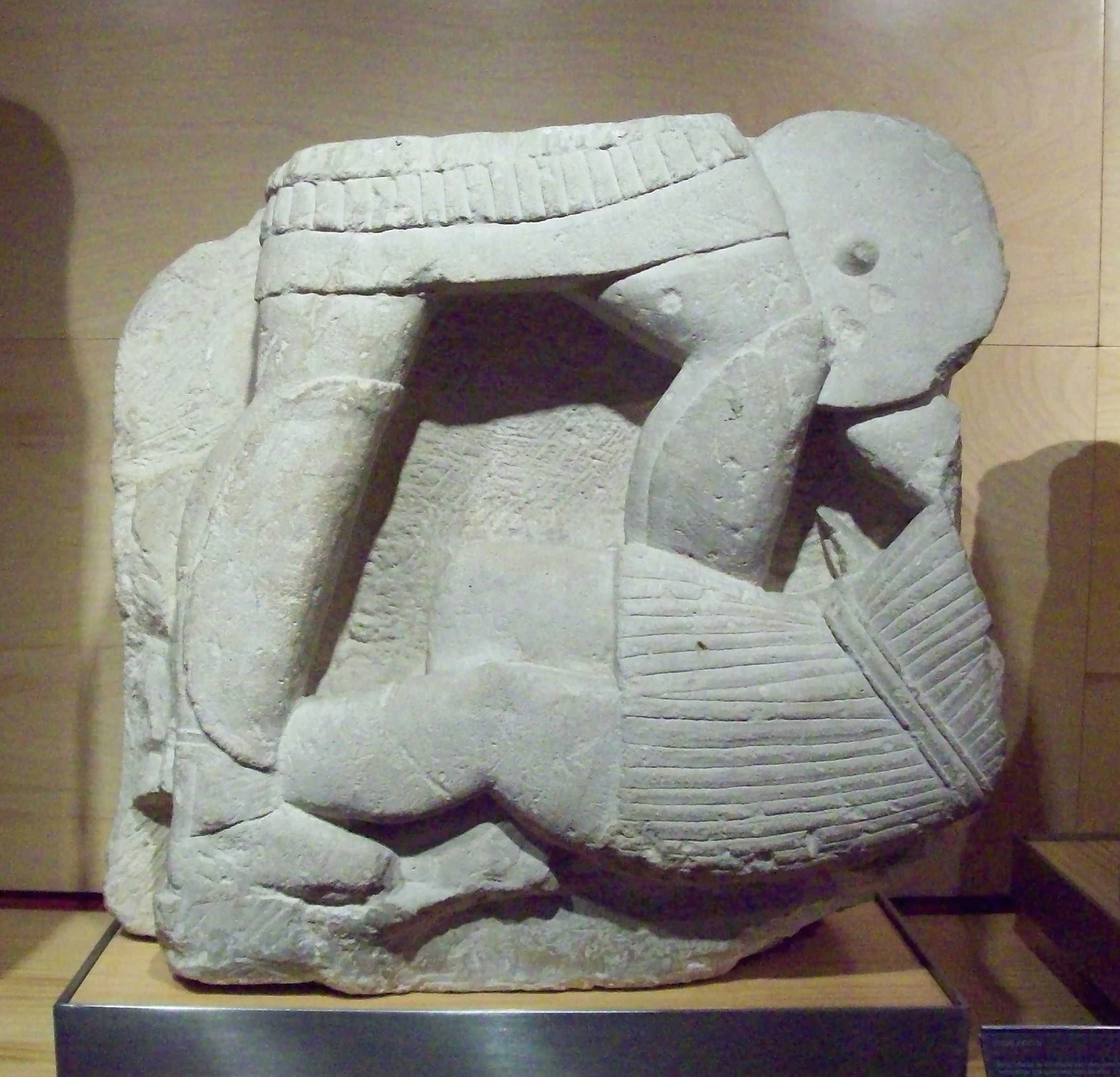
Detalle de unos guerreros de Osuna (conjunto B)